# Typhlops rouxestevae
Typhlops rouxestevae este o specie de șerpi din genul Typhlops, familia Typhlopidae, descrisă de Jean-Francois Trape și Mane în anul 2004. Conform Catalogue of Life specia Typhlops rouxestevae nu are subspecii cunoscute.